# Grant Aleksander
Grant Aleksander, all'anagrafe Grant Kunkowski (Baltimora, 6 agosto 1959), è un attore televisivo statunitense.

## Biografia
È noto per aver interpretato per diversi anni (a partire dagli anni ottanta e - con alcuni intervalli - fino alle puntate trasmesse in Italia nel 2007) il ruolo di Phillip Spaulding nella soap opera Sentieri. Oltre a Sentieri, ha avuto una parte in Capitol e ne La valle dei pini (All my children).

## Doppiatori italiani
Nelle versioni in italiano delle opere in cui ha recitato, Grant Aleksander è stato doppiato da:
- Gabriele Calindri in Sentieri

## Filmografia
- ABC Afterschool Specials – serie TV, 1 episodio (1982)
- Sentieri (Guiding Light) – soap opera, 253 puntate (1983-2009)
- Hardcastle & McCormick – serie TV, 1 episodio (1985)
- Casalingo Superpiù (Who's the Boss?) – serie TV, 1 episodio (1985)
- Due tipi incorreggibili (Tough Guys), regia di Jeff Kanew (1986)
- Dark Mansions – film TV (1986)
- Capitol – soap opera, 1 puntata (1986)
- Ancora tu (You Again?) – serie TV, 1 episodio (1986)
- Professione pericolo (The Fall Guy) – serie TV, 1 episodio (1986)
- La valle dei pini (All My Children) – soap opera, 7 puntate (1993-1996)
- A Wedding Story: Josh and Reva – film TV (2002)
- The Big Bad Swim (2006)
- Fields of Freedom (2006)
- Life on Mars – serie TV, 1 episodio (2008)